# Lacul Secu
Lacul Secu este un lac de acumulare antropic aflat pe râul Bârzava, în apropierea vărsării pâraielor Secu și râul Alb în Bârzava, la câțiva kilometri în amonte de municipiul Reșița. Are un volum de 15,1 milioane de metri cubi de apă, o suprafață de 734 de hectare și o lungime de circa 6 km.
Acumularea s-a format în spatele primului baraj din beton cu contraforți din România, finalizat în 1963, cu înălțimea de 41 de metri și deschiderea la coronament de 136 de metri.
Principalul rol al lacului este apărarea împotriva inundațiilor și alimentarea cu apă a municipiului Reșița. Rolul secundar este producția de energie electrică și cel de lac de agrement.